# Korintski kanal
Korintski kanal je kanal u Grčkoj koji spaja Korintski zaljev sa Saronskim zaljevom u Egejskom moru. Prolazi kroz uski Korintski prolaz i razdvaja poluotok Peloponez od ostatka grčkog kopna, čineći ga tako otokom. Kanal je dug 6,3 km, širok 21 metar i građen je u periodu od 1881. – 1893.
Nekoliko vladara u antičkom periodu planirali su napraviti ovaj kanal, ali se prvi pokušaj kopanja kanala dogodio tek 1870-ih godina, nakon otvaranja Sueskog kanala. Jedna francuska tvrtka je bila zadužena za gradnju, ali su zbog financijskih nedostataka radovi prekinuti. Konačno su 1881. mađarski arhitekti István Türr i Béla Gerster (koji su prije radili na gradnji Panamskog kanala), unajmljeni da naprave plan za izgradnju. Radove je vodila jedna grčka tvrtka na čelu s Andreasom Syngrosom i završeni su 1893.
Korintski kanal je smatran velikim tehničkim dostignućem svoga vremena. Preko njega put za manje brodove se skraćuje za 400 km. Danas ovaj kanal pretežno koriste turistički brodovi (godišnje prođe oko 11.000 brodova). Na oba kraja kanala nalaze se pokretni mostovi za promet, koji se za vrijeme prolaska brodova spuštaju na dno kanala.